# Заблоцькі
Заблоцькі — українські, литовські та польські шляхетські роди, різного походження, часів Великого князівства Литовського, Руського та Жемантійського, Речі Посполитої та Російської імперії.
Один з найвідомиших родів Заблоцьких походив з українсько-польського старовинного роду герба Яструбець, що отримав право на герб Лада після наділення його родовими маєтками в місцевості Заблоцьке Пултуськ (Zabłocie Pułtuskie) близько 1500 року. Німецька гілка цієї фамілії називалась фон Заблоцькі (von Zabłocie).

## Герби Заблоцьких
Роди, що носили прізвище Заблоцькі належали до наступних гербів:
- Бялиня
- Лада
- Любич
- Лук
- Сулима
- Рамульт
- Іллорія

Також деякі роди Заблоцьких використовували герб, який так і називався гербом Заблоцьких.
Ряд дослідників геральдики, в тому числі Тадеуш Гайл, вказують, що окремі роди Заблоцьких носили також герби Прус І та герб Сковронських (Skowroński).